# Katie Smith
Katherine May Smith (nacida el 4 de junio de 1974 en Lancaster, Ohio) es una exjugadora de baloncesto estadounidense.  Consiguió seis medallas con Estados Unidos, entre mundiales y Juegos.